# Mensanak
Mensanak is een bestuurslaag in het regentschap Lingga van de provincie Riau-archipel, Indonesië. Mensanak telt 1029 inwoners (volkstelling 2010).